# Standard of Language
Albums de Kenny Garrett
Happy People
(2002) Beyond The Wall
(2006)
Standard of Language  est un album du saxophoniste de jazz Kenny Garrett paru en 2003.

## Titres
Toutes les compositions sont de Kenny Garrett, sauf indication contraire.
1. "What Is This Thing Called Love?" (7:44) Cole Porter
2. "Kurita Sensei" (4:23)
3. "Xyz" (6:17) Garrett, Johnson
4. "Native Tounge" (5:09)
5. "Chief Blackwater" (4:52)
6. "Doc Tone's Short Speech" (5:50)
7. "Just a Second to Catch My Breath" (4:44)
8. "Gendai" (7:57)
9. "Standard of Language I II III" (11:11)

## Musiciens
- Kenny Garrett - saxophone alto et soprano
- Vernell Brown, Jr. - piano
- Chris 'Daddy' Dave - batterie
- Eric Harland - batterie sur "Standard of Language"
- Charnett Moffett - basse